# Сел Сент Аван
Сел Сент Аван (фр. Celle-Saint-Avant) је насељено место у Француској у региону Центар, у департману Ендр и Лоара.
По подацима из 2011. године у општини је живело 1025 становника, а густина насељености је износила 57,58 становника/km².

## Демографија
| 1962. | 1968. | 1975. | 1982. | 1990. | 2011. |
| ----- | ----- | ----- | ----- | ----- | ----- |
| 889   | 1.017 | 1.031 | 1.055 | 1.097 | 1.025 |